# Constellation Brands
Constellation Brands, Inc. ist ein US-amerikanisches international tätiges Unternehmen im Bereich der Produktion und des Vertriebes alkoholischer Getränke (Wein, Bier und Spirituosen) und im S&P 500 notiert. Constellation ist das größte Wein-Unternehmen der Welt und der größte Anbieter von Alkohol in den Vereinigten Staaten.

## Aktivitäten
Constellation wurde 1945 als Weinerzeuger gegründet und hat heute mehr als 200 Marken inne, die auf zwei Divisionen aufgeteilt sind, Wine & Spirits und Beer.
2005 hatte Constellation 43 Produktionsstätten und etwa 7.500 Angestellte. Das Unternehmen verkauft seine Produkte in mehr als 60 Ländern in Nordamerika, Südamerika, Europa und Australien.
Die Erlöse beliefen sich 2006 auf etwa 5,3 Milliarden US-Dollar.

### Wine & Spirits
An der Menge gemessen ist Constellation der größte Weinproduzent der Welt. In den USA sind die Wein-Geschäfte auf drei weitere Einheiten aufgeteilt, Constellation Wines, Pacific Wine Partners und Icon Estates. Insgesamt wurden so 2006 57 Millionen Kisten produziert.
Zu den US-Marken gehören zum Beispiel Franciscan Oakville Estate, Simi, Ravenswood und Arbor Mist.
Das Unternehmen produziert und vermarktet Wein auch in anderen Teilen der Welt, zu dem Portfolio gehören unter anderem Hardys & Renmano in Australien (→ Weinbau in Australien), Nobilo in Neuseeland (→ Weinbau in Neuseeland), Veramonte in Chile (→ Weinbau in Chile) und Marcus James in Argentinien (→ Weinbau in Argentinien).
Im November 2007 verkündete Constellation den Kauf von den Wein-Abteilungen von Fortune Brands für 885 Millionen US-Dollar. Dadurch kamen für Constellation 600 Hektar Weinberge hinzu sowie einige große Marken wie Clos du Bois.
Januar 2008 teilte Constellation mit, dass Almaden Vineyards, Inglenook Winery und das Paul-Masson-Weingut an The Wine Group für 134 Millionen US-Dollar weiterverkauft werden.

### Beer
Constellation Beer ist einer der größten Produzenten und Vermarkter von alkoholischen Getränken in den Vereinigten Staaten. Im Juni 2013 übernahm AB-InBev die mexikanische Grupo Modelo. AB-InBev musste die Markenrechte von Modelo verkaufen. Diese erwarb Constellation Brands für 4,75 Mrd. USD. Einige der Marken sind zum Beispiel Corona, Modelo Especial, Tsingtao, St. Pauli Girl, Black Velvet, Fleischmann’s, Chi-Chi’s und Paul Masson Grande Amber Brandy. 2013 erwarb Constellation Brands auch die Brauerei in Piedras Negras von der Grupo Modelo.
Im Jahr 2015 übernahm Constellation Brands für rund 1 Mrd. Dollar die kalifornische, bisher als Craft-Beer-Brauerei (nach amerikanischer Definition) bezeichnete Ballast Point Brewing Company (Nettoumsatz 2015 rund 115 Mio. Dollar).
Im Oktober 2016 erwarb Constellation Brands eine Brauerei in Obregón von AB-InBev für 600 Millionen US-Dollar. Die nächste Übernahme erfolgte im August 2017 mit der Übernahme der Funky Budda Brewery in Oakland Park.
Eine derzeit gebaute Brauerei in Veracruz sowie Verbesserungen an bestehenden Werken zielen darauf ab, die Produktionskapazität bis 2028 auf 55 Millionen Hektoliter zu erhöhen, von zuvor 48 Millionen.

### Sonstiges
Ende 2017 erwarb das Unternehmen für 191 Millionen US-Dollar zehn Prozent der Anteile am kanadischen Cannabis-Produzenten Canopy Growth. Plan war es, nicht nur stiller Teilhaber zu sein, sondern auch selbst für den kanadischen, ab dem 10. Oktober 2018 vollständig legalen Cannabis-Markt THC-haltige Getränke zu entwickeln.
Im August 2018 stockte Constellation Brands ihren Anteil am Cannabis-Produzenten Canopy Growth auf 38 Prozent auf, nachdem im Juni bekannt wurde, dass Kanada als erstes führendes Industrieland der Welt ab Oktober 2018 den Anbau und Verkauf von Cannabis legalisiert.
Ende 2023 kündigte Constellation Brands an, seine Geschäftstätigkeit im Bereich cannabishaltiger Getränke wieder einzuschränken. Zeitgleich sollte ein großer Teil der an Canopy Growth gehaltenen Anteile schrittweise abgestoßen und reduziert werden.